# Shuto-autosnelweg

Het netwerk van de Shuto-autosnelwegen (in Groot-Tokio) in het rood, andere autosnelwegen in het groen

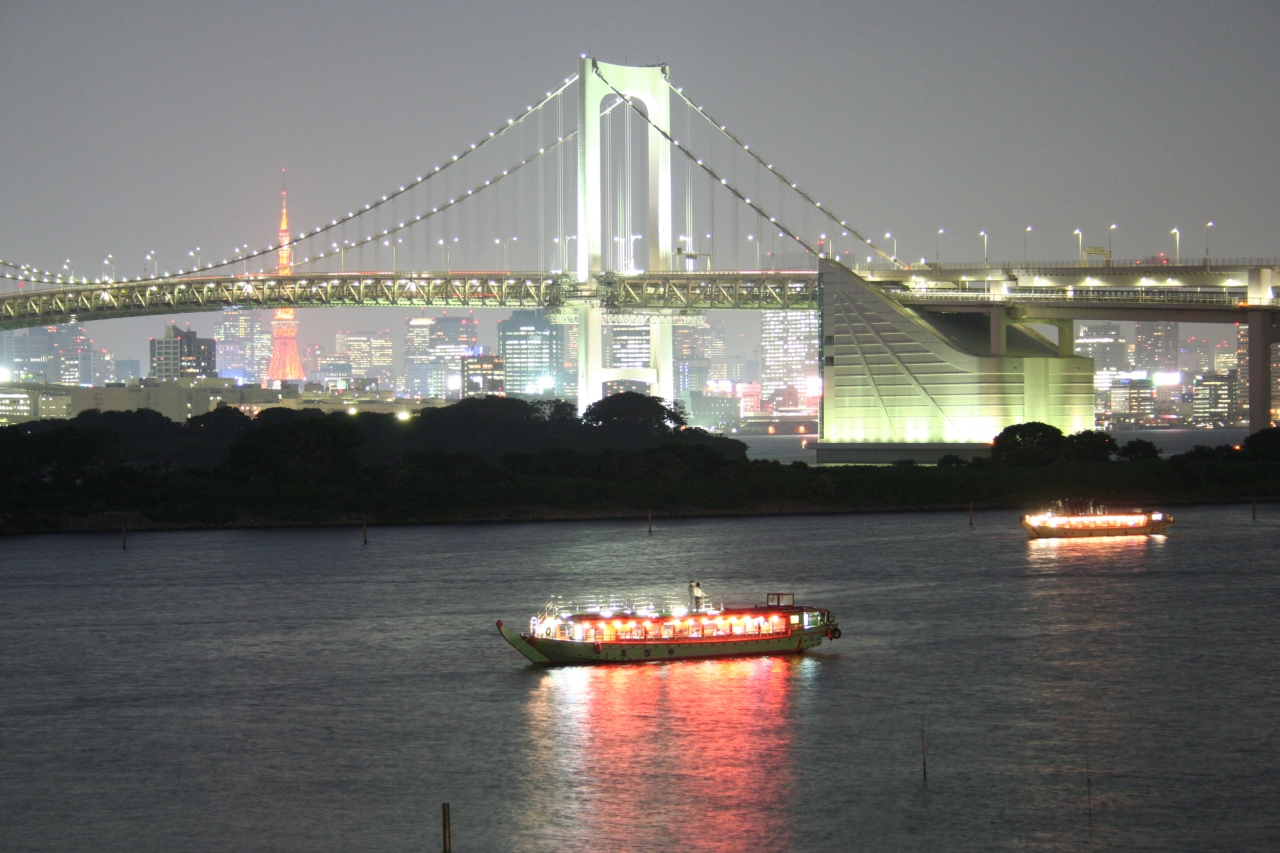
Shuto-autosnelweg op de Rainbow Bridge

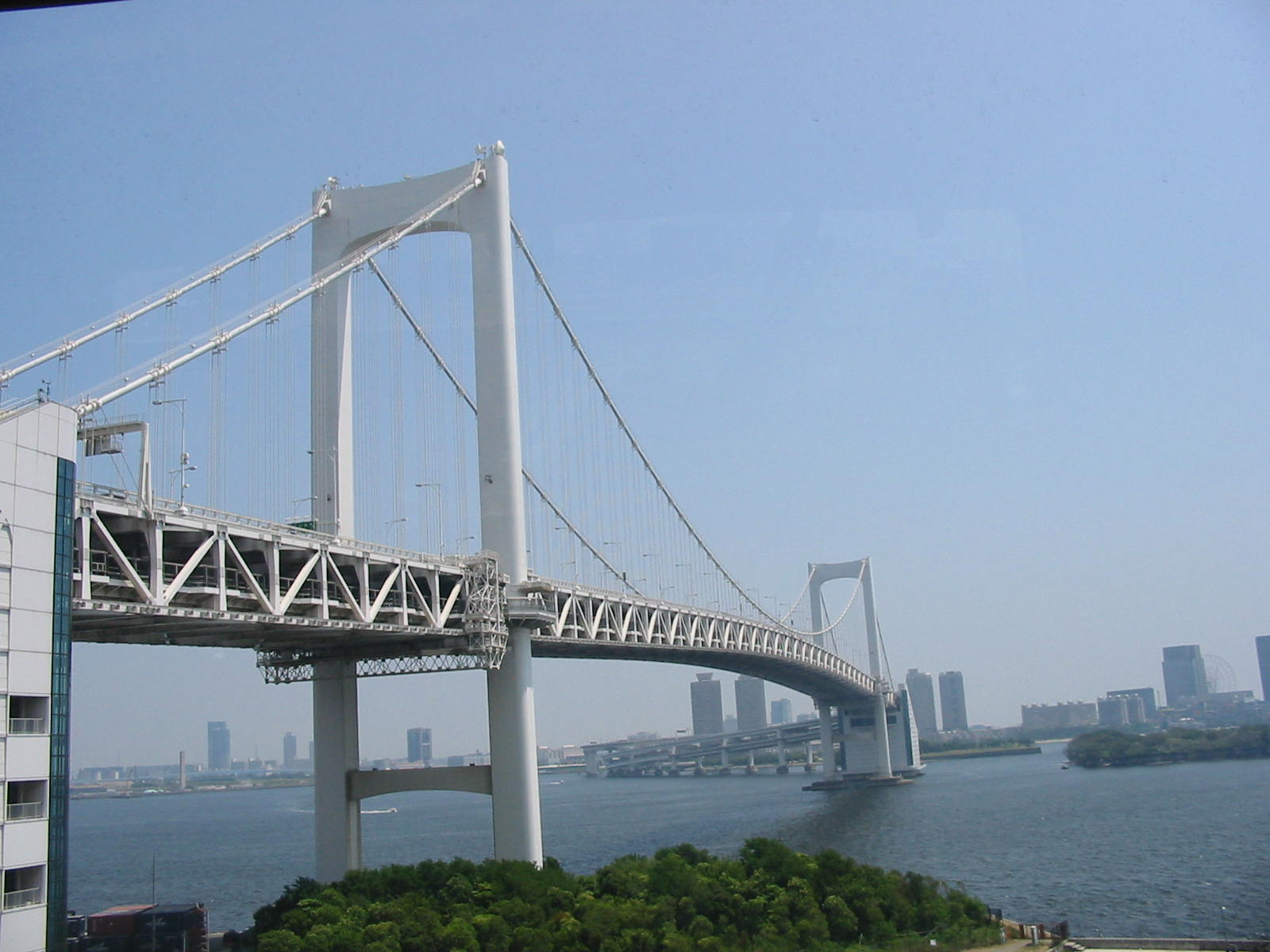
De Daiba-lijn op de Rainbow Bridge

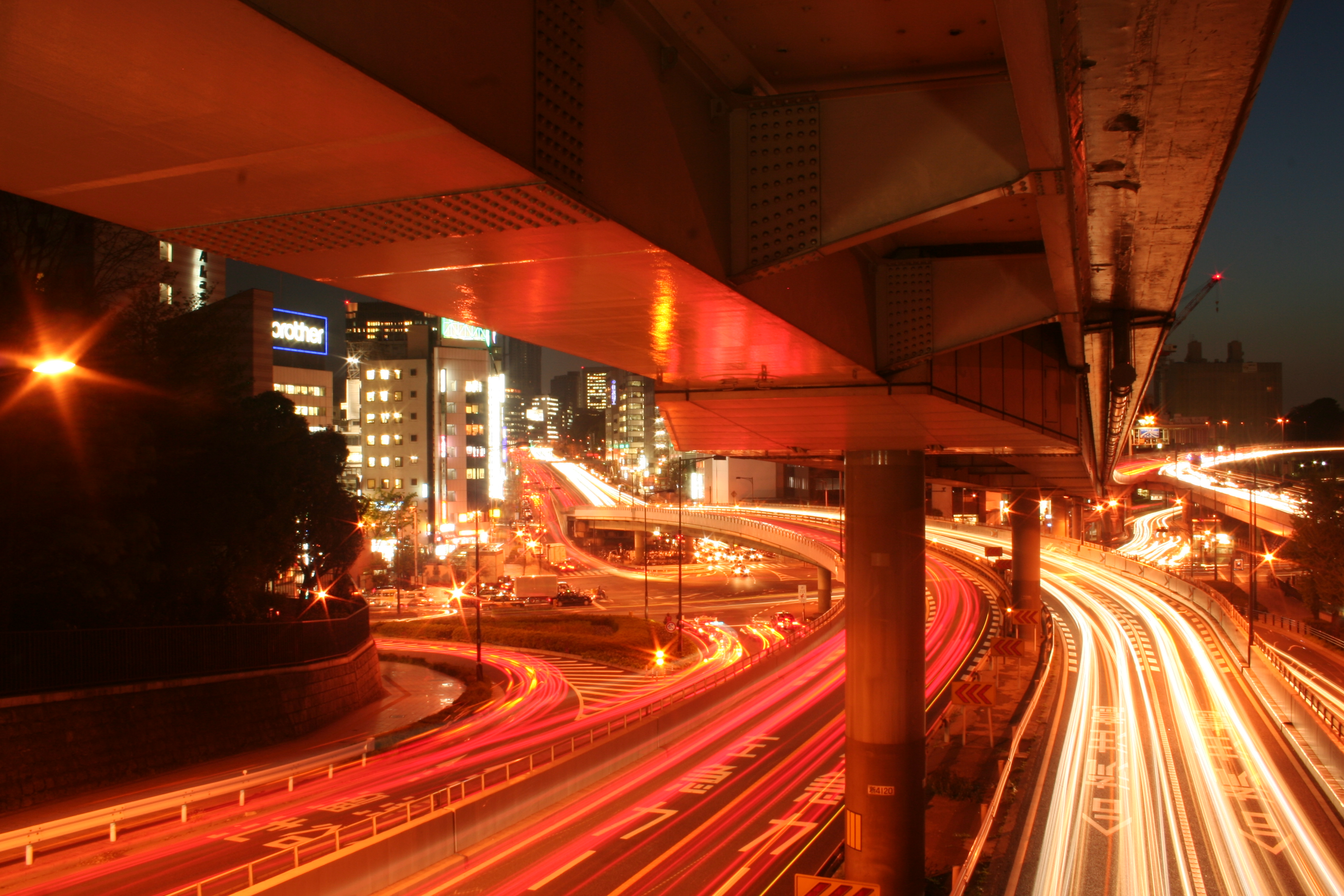
Shuto-autosnelweg tijdens de nacht

De Shuto-autosnelweg (首都高速道路, Shuto Kōsoku Dōro,  letterlijk Hoofdstedelijke autosnelweg) is een netwerk van Japanse autosnelwegen in Groot-Tokio. De autosnelwegen worden beheerd door de Hoofdstedelijke snelwegmaatschappij  (首都高速道路株式会社, Shuto Kōsoku Dōro Kabushiki-gaisha; Engels: Metropolitan Expressway Co., Ltd.).
De meeste autosnelwegen van het netwerk werden gebouwd boven andere wegen of boven waterwegen.
Er is een snelheidslimiet van 60 km/h op de meeste lijnen. Op de Wangan-lijn (B) is de maximumsnelheid 80 km/h en op de Binnenring (C1) is er een snelheidsbeperking tot 50 km/h.
In 2009 bedroeg de tol voor een normale wagen ¥700 op de Tokyo-lijnen (ringwegen en radiale wegen), ¥600 op de Kanagawa-lijnen  en ¥400 yen op de Saitama-lijnen. Voor grote wagens bedraagt de tol het dubbele.

## Geschiedenis
Het eerste deel van de Shuto-autosnelweg werd in 1962 aangelegd tussen de afrit Kyobashi in Chūō en de afrit Shibaura in Minato. Sindsdien werd een netwerk van 280 km autosnelwegen aangelegd in Groot-Tokio. Momenteel zijn er nog werken aan de gang voor 30 km toe te voegen aan het bestaande netwerk.

## Lijnen
Er zijn momenteel 24 snelwegen binnen het netwerk.

### Ringwegen
| Nummer | Naam                                   | Japanse naam                                    | Opmerkingen |
| ------ | -------------------------------------- | ----------------------------------------------- | --- |
|        | Shuto-autosnelweg (Binnenring) (C1)    | 首都高速都心環状線 Shuto Kōsoku toshinkanjō-sen | De ringweg is 14,3 km lang en loopt door de speciale wijken Chūō, Chiyoda en Minato.                                                                            |
|        | Shuto-autosnelweg (Centrale Ring) (C2) | 首都高速中央環状線 Shuto Kōsoku Chūō-kanjō-sen  | Deze ringweg is momenteel onvolledig.De ringweg loopt door de speciale wijken Edogawa, Katsushika, Adachi, Kita, Itabashi, Toshima, Shinjuku, Nakano en Shibuya |

### Radiale wegen
| Nummer | Naam                                    | Japanse naam                                             | Opmerkingen |
| ------ | --------------------------------------- | -------------------------------------------------------- | --- |
|        | Shuto-autosnelweg 1 (Ueno-lijn)         | 首都高速1号上野線 Shuto Kōsoku Ichi-gō Ueno-sen          | De autosnelweg loopt door de speciale wijken Chūō en Taito (van knooppunt Edobashi naar Iriya) |
|        | Shuto-autosnelweg 1 (Haneda-lijn)       | 首都高速1号羽田線 Shuto Kōsoku Ichi-gō Haneda-sen        | De autosnelweg loopt door de speciale wijken Minato en Ota (van knooppunt Hamazaki-bashi naar Luchthaven Haneda)                                                                                           |
|        | Shuto-autosnelweg 2 (Meguro-lijn)       | 首都高速2号目黒線 Shuto Kōsoku Ni-gō Meguro-sen          | De autosnelweg loopt door de speciale wijken Minato en Shinagawa (van knooppunt Ichinohashi naar Togoshi)                                                                                                  |
|        | Shuto-autosnelweg 3 (Shibuya-lijn)      | 首都高速3号渋谷線 Shuto Kōsoku San-gō Shibuya-sen        | De autosnelweg loopt door de speciale wijken Minato, Shibuya, Meguro en Setagaya (van knooppunt Tanimachi naar Yoga)                                                                                       |
|        | Shuto-autosnelweg 4 (Shinjuku-lijn)     | 首都高速4号新宿線 Shuto Kōsoku Yon-gō Shinjuku-sen       | De autosnelweg loopt door de speciale wijken Chiyoda, Shinjuku, Shibuya en Suginami (van knooppunt Miyakezaka naar Takaido)                                                                                |
|        | Shuto-autosnelweg 5 (Ikebukuro-lijn)    | 首都高速5号池袋線 Shuto Kōsoku Go-gō Ikebukuro-sen       | De autosnelweg loopt door de speciale wijken Chiyoda, Shinjuku, Bunkyō, Toshima, Itabashi en door de stad Toda in de prefectuur Saitama (van knooppunt Takebashi naar knooppunt Bijogi)                    |
|        | Shuto-autosnelweg 6 (Mukojima-lijn)     | 首都高速6号向島線 Shuto Kōsoku Roku-gō Mukojima-sen      | De autosnelweg loopt door de speciale wijken Chūō, Sumida en Katsushika (van knooppunt Edobashi naar knooppunt Horikiri)                                                                                   |
|        | Shuto-autosnelweg 6 (Misato-lijn)       | 首都高速6号三郷線 Shuto Kōsoku Roku-gō Misato-sen        | De autosnelweg loopt door de speciale wijken Katsushika, Adachi en door de steden Yashio en Misato in de prefectuur Saitama (van knooppunt Kosuge naar knooppunt Misato )                                  |
|        | Shuto-autosnelweg 7 (Komatsugawa-lijn)  | 首都高速7号小松川線 Shuto Kōsoku Nana-gō Komatsugawa-sen | De autosnelweg loopt door de speciale wijken Sumida, Kōtō en Edogawa (van knooppunt Ryogoku naar Yagochi)                                                                                                  |
|        | Shuto-autosnelweg 9 (Fukagawa-lijn)     | 首都高速9号深川線 Shuto Kōsoku Kyū-gō Fukagawa-sen       | De autosnelweg loopt door de speciale wijken Chūō en Kōtō (van knooppunt Hakozaki naar knooppunt Tatsumi)                                                                                                  |
|        | Shuto-autosnelweg 10 (Harumi-lijn)      | 首都高速10号晴海線 Shuto Kōsoku Jū-gō Fukagawa-sen       | Deze autosnelweg is momenteel nog in aanbouw. De autosnelweg zal bij zijn afwerking, die gepland is voor 2012, door de speciale wijken Chūō en Kōtō lopen (van Harumikari (2012) naar knooppunt Shinonome) |
|        | Shuto-autosnelweg 11 (Daiba-lijn)       | 首都高速11号台場線 Shuto Kōsoku Jūichi-gō Daiba-sen      | De autosnelweg loopt door de speciale wijken Minato en Kōtō (van knooppunt Shibaura naar knooppunt Ariake)                                                                                                 |
|        | Shuto-autosnelweg (Kawaguchi-lijn) (S1) | 首都高速川口線 Shuto Kōsoku Kawaguchi-sen                | De autosnelweg loopt door de speciale wijk Adachi en door de stad Kawaguchi in de prefectuur Saitama (van knooppunt Kohoku naar knooppunt Kawaguchi).                                                      |

### Andere lijnen
| Nummer | Naam                                | Japanse naam                            | Opmerkingen |
| ------ | ----------------------------------- | --------------------------------------- | --- |
|        | Shuto-autosnelweg (Yaesu-lijn) (Y)  | 首都高速八重洲線 Shuto Kōsoku Yaesu-sen | Deze snelweg verbindt de Binnenring met de Tokyo-autosnelweg. De autosnelweg loopt door de speciale wijken Chūō en Chiyoda. |
|        | Shuto-autosnelweg (Wangan-lijn) (B) | 首都高速湾岸線 Shuto Kōsoku Wangan-sen  | De autosnelweg loopt door de steden Yokohama, Kawasaki in de prefectuur Kanagawa en door de speciale wijken Ota, Shinagawa, Minato, Kōtō, Edogawa en door de steden Urayasu en Ichikawa in de prefectuur Chiba (van Sachiura naar Chidori-chō). |

### Kanagawa-lijnen
| Nummer | Naam                                         | Japanse naam                                                        | Opmerkingen |
| ------ | -------------------------------------------- | ------------------------------------------------------------------- | --- |
|        | Kanagawa-autosnelweg 1 (Yokohane-lijn) (K1)  | 首都高速神奈川1号横羽線 Shuto Kōsoku Kanagawa Ichi-gō Yokohane-sen  | De autosnelweg loopt door de speciale wijk Ota en door de steden Kawasaki en Yokohama in de prefectuur Kanagawa (van Haneda naar knooppunt Ishikawa-chō). |
|        | Kanagawa-autosnelweg 2 (Mitsusawa-lijn) (K2) | 首都高速神奈川2号三ツ沢線 Shuto Kōsoku Kanagawa Ni-gō Mitsusawa-sen | De autosnelweg loopt door de wijken Nishi-ku en Kanagawa-ku van de stad Yokohama in de prefectuur Kanagawa (van knooppunt Kinko naar Mitsuzawa).          |
|        | Kanagawa-autosnelweg 3 (Kariba-lijn) (K3)    | 首都高速神奈川3号狩場線 Shuto Kōsoku Kanagawa San-gō Kariba-sen     | De autosnelweg loopt door de wijken Naka-ku, Minami-ku en Hodogaya-ku van de stad Yokohama in de prefectuur Kanagawa (van knooppunt Honmoku naar Kariba). |
|        | Kanagawa-autosnelweg 5 (Daikoku-lijn) (K5)   | 首都高速神奈川5号大黒線 Shuto Kōsoku Kanagawa Go-gō Daikoku-sen     | De autosnelweg loopt door de wijk Tsurumi-ku van de stad Yokohama in de prefectuur Kanagawa (van knooppunt Namamugi naar knooppunt Daikoku).              |
|        | Kanagawa-autosnelweg 6 (Kawasaki-lijn) (K6)  | 首都高速神奈川6号川崎線 Shuto Kōsoku Kanagawa Go-gō Kawasaki-sen    | De autosnelweg loopt door de wijk Kawasaki-ku van de stad Kawasaki in de prefectuur Kanagawa (van Tonomachi naar knooppunt Kawasaki-Ukishima).            |

### Saitama-lijnen
| Nummer | Naam                                       | Japanse naam                                             | Opmerkingen |
| ------ | ------------------------------------------ | -------------------------------------------------------- | --- |
|        | Saitama-autosnelweg (Shintoshin-lijn) (S2) | 首都高速埼玉新都心線 Shuto Kōsoku Saitama Shintoshin-sen | De autosnelweg loopt door de wijken Chūō-ku en Midori-ku van de stad Saitama in de prefectuur Saitama (van Yono naar knooppunt Saitama-Minuma).         |
|        | Saitama-autosnelweg (Omiya-lijn) (S5)      | 首都高速埼玉大宮線 Shuto Kōsoku Saitama Ōmiya-sen        | De autosnelweg loopt door de stad Toda en de wijken Chūō-ku en Sakura-ku van de stad Saitama in de prefectuur Saitama (van knooppunt Bijogi naar Yono). |